# Марин II
Марин II (лат. Marinus;  — травень 946, Рим, Папська держава) — сто двадцять восьмий папа Римський (30 жовтня 942 — травень 946), за походженням римлянин. Був обраний завдяки впливу Альберіха II, фактичного правителя Риму.